# س. كيفن بويس
س. كيفن بويس (بالإنجليزية: C. Kevin Boyce)‏ هو أستاذ جامعي أمريكي، ولد في 1974.